# 生駒高清
生駒 高清（いこま たかきよ）は、出羽国矢島2代領主。生駒高俊の長男。

## 来歴
万治元年（1658年）3月29日、父高俊とともに矢島にいたものの、罪を許されて、矢島から江戸に移ることになった。江戸の屋敷は御徒町にあった。同年9月21日、将軍徳川家綱に拝謁する。万治2年（1659年）12月26日、高俊の死去により家督を相続した。ただし、実弟の俊明に伊勢居地（現・秋田県にかほ市）2000石（伊勢居地家）を分け与えたため、知行は8000石となり、旗本になった。江戸詰の交代寄合表御礼衆に列した。江戸城中の詰所は柳間となった。元禄7年（1694年）9月7日死去、52歳。墓は浅草の海禅寺。以後、代々の江戸における墓地になった。正妻を迎えず、子女もいなかった。そのため、親興が養子となり家を継いだ。